# Кайентахелис
Кайентахелис (лат. Kayentachelys aprix) — вид вымерших пресмыкающихся из клады тестудинат. Типовой и единственный вид в роде Kayentachelys. Жил в начале юрского периода (199,3—182,7 млн лет назад). Окаменелые остатки вида найдены в отложениях формации Кайента на севере штата Аризона (США). Карапакс был длиной 60 см и шириной 50 см. Кайентахелис жил в небольших реках.